# Aerangis luteoalba
Aerangis luteoalba е вид орхидея, включващ две вариации:
- A. l. var. luteoalba (Kraenzl.) Schltr., (1918)
- A. l. var. rhodosticta (Kraenzl.) J. Stewart, (1979)

Разпространени са в Източна Африка.